# さいたま市立日進北小学校
さいたま市立日進北小学校（さいたましりつ にっしんきたしょうがっこう）は、埼玉県さいたま市北区にある公立小学校。

## 沿革
- 1951年（昭和26年）4月1日 - 大宮市立日進小学校の校区である日進二・三丁目が分離され[1]、大宮市立日進北小学校として設立[2][3]。
- 1951年（昭和26年）6月2日 - 開校祝賀会式が挙行され、この日を開校記念日に制定する。
- 1954年（昭和29年）4月1日 - 北校舎（木造2階建て）が落成され、仮校舎より移転する。
- 1955年（昭和30年）7月16日 - 南校舎（木造2階建て）が落成され、給食室が完成する。
- 1957年（昭和32年）2月25日 - 校旗および校歌を制定する。（作詞：下山懋、作曲：土肥泰）
- 1960年（昭和35年）6月2日 - 開校10周年を迎え、記念式典が挙行される。
- 1963年（昭和38年）12月8日 - 東校舎（木造2階建て）4教室が落成される。
- 1966年（昭和41年）9月30日 - プールが竣工される。また、6教室が東校舎に増築落成される。
- 1969年（昭和44年）3月25日 - 給食室を新築移転する。
- 1971年（昭和46年）6月2日 - 開校20周年を迎え、記念式典が挙行される。
- 1972年（昭和47年）10月10日 - 北校舎の西側に隣接して3階建て鉄筋校舎8教室が落成される（現在の北校舎の一部）。
- 1978年（昭和53年）1月21日 - 南校舎の東側に隣接して2階建て鉄筋校舎9教室が落成される（現在の南校舎の一部）。
- 1979年（昭和54年）4月19日 - 体育館が落成される。
- 1981年（昭和56年）6月2日 - 開校30周年を迎え、記念式典が挙行される。
- 1983年（昭和58年）3月9日 - 木造北校舎が取り壊され、鉄筋校舎9教室が落成される（現在の北校舎の一部）。
- 1984年（昭和59年）3月25日 - 木造南校舎が取り壊され、鉄筋校舎・管理棟・特別校舎が落成される。
- 1991年（平成3年）3月11日 - 開校40周年を迎え、記念式典が挙行される。
- 1996年（平成8年）10月28日 - コンピュータ室を開設する。
- 2000年（平成12年）2月9日 - 木造東校舎が取り壊される。
- 2001年（平成13年）
  - 4月1日 - 東校舎の跡地に北校舎東側教室・特別教室が落成する。
  - 5月1日 - 浦和市、与野市との合併に伴い現校名に改称。
- 2007年（平成19年）3月31日 - 給食室が建て替えられる。
- 2008年（平成20年）10月31日 - 当校の校区の一部が分離され、さいたま市立つばさ小学校が開設される。
- 2010年（平成22年）11月26日 - 開校60周年を迎え、記念式典が挙行される。
- 2013年（平成25年）5月7日 - 校庭を芝生化する[3]。

## 校内行事
行事の実施月は凡そであり、年によって前後する場合がある。
- 入学式・始業式（4月）
- 離任式（4月）
- 親善球技会（5月）
- 学校公開（5・9・11・1月）
- 校外学習 - 3年生（11月）・4年生（6月）・5年生（11月）・6年生（7月）が対象
- 子どもまつり（6月）
- 運動会（9月）
- 遠足（10月） - 1・2年生のみ
- 修学旅行（10月） - 6年生のみ
- 大宮地区駅伝大会（11月）
- 卒業式・修了式（3月）

## 学級数・児童数
学級数27、児童数804名。（2018年9月現在）

## 交通アクセス
- JR高崎線宮原駅西口より徒歩約10分。
- JR川越線日進駅より徒歩約10分。